# Koljosensaari (ö i Kajanaland)
Koljosensaari är en ö i Finland. Den ligger i sjön Kellojärvi och Korpijärvi och i kommunen Kuhmo i den ekonomiska regionen  Kehys-Kainuu  och landskapet Kajanaland, i den centrala delen av landet, 500 km norr om huvudstaden Helsingfors. Öns area är 3,6 hektar och dess största längd är 320 meter i öst-västlig riktning.